# Aerenicopsis singularis
Aerenicopsis singularis là một loài bọ cánh cứng trong họ Cerambycidae.